# 1848
Промислова революція •  Національно-визвольні рухи • Робітничий рух •  Російська імперія

## Геополітична ситуація
У Росії править імператор Микола I (до 1855). Російській імперії належить більша частина України, значна частина Польщі, Грузія, Закавказзя, Білорусь, Фінляндія, Аляска, Волощина та Молдова. Україну розділено між двома державами — Королівство Галичини та Володимирії належить Австрії, Правобережжя, Лівобережжя та Крим — Російській імперії.
В Османській імперії править султан Абдул-Меджид I (до 1861). Під владою османів перебувають Близький Схід та Єгипет, Середземноморське узбережжя Північної Африки, Болгарія. Васалами османів є Сербія та Боснія.
Європу охопила хвиля революцій. В Австрійській імперії Фердинанда I змінив Франц-Йосиф I (до 1916). Імперія охоплює, крім власне австрійських земель, Угорщину з Хорватією, Трансильванію, Богемію, Північну Італію. Король Пруссії — Фрідріх-Вільгельм IV (до 1861). Королівство Баварія очолив Максиміліан II (до 1864). Австрія, Пруссія, Баварія та інші німецькомовні держави об'єднані в Німецький союз.
У Франції король Луї-Філіпп I зрікся престолу. Проголошено Другу республіку. Франція має колонії в Алжирі, Карибському басейні, Південній Америці та Індії. На троні Іспанії сидить Ізабелла II (до 1868). Королівству Іспанія належать частина островів Карибського басейну, Філіппіни. Королева Португалії — Марія II (до 1853). Португалія має володіння в Африці, Індії, Індійському океані й Індонезії.
У Великій Британії триває Вікторіанська епоха — править королева Вікторія (до 1901). Британія має колонії в Північній Америці, на Карибах та в Індії. Королівство Нідерланди очолює Віллем II (до 1849). Король Данії та Норвегії — Фредерік VII (до 1863), на шведському троні сидить Оскар I (до 1859). Італія розділена між Австрією та Королівством Обох Сицилій. Існує Папська держава з центром у Римі.
Бразильську імперію очолює Педру II (до 1889). Посаду президента США обіймає Джеймс Нокс Полк. Територія на півночі північноамериканського континенту, Провінції Канади, належить Великій Британії, територія на півдні континенту належить Мексиці.
В Ірані при владі Каджари. Британська Ост-Індійська компанія захопила контроль майже над усім Індостаном. У Пенджабі існує Сикхська держава. У Бірмі править династія Конбаун, у В'єтнамі — династія Нгуєн. У Китаї володарює Династія Цін. В Японії триває період Едо.

## Події

### В Україні
- Засновано першу українську політичну організацію — Головна руська рада.
- З 15 травня почала виходити перша у Львові газета українською мовою — «Зоря Галицька».
- На Буковині спалахнуло селянське повстання, очолене Лук'яном Кобилицею.

### У світі
- Цей та наступний рік називають весною народів — Європою прокотилася хвиля революцій, національно-визвольних змагань та реформ.
  - 12 січня спалахнула революція на Сицилії проти правління Бурбонів.
  - 14 лютого французький прем'єр Франсуа Гізо заборонив бенкети, які були прикриттям для політичних зібрань. Через народне обурення 23 лютого йому довелося подати у відставку.
  - 24 лютого король Луї-Філіпп I зрікся трону й утік в Англію. Альфонс де Ламартін проголосив Другу республіку.
  - 13 березня Клемент фон Меттерніх подав у відставку з посад австрійського держсекретаря та міністра закордонних справ.
  - 15 березня почалася Угорська революція.
  - 18 березня барикадні бої в Берліні знаменували апогей німецької революції.
  - 22 березня у Венеції постала республіка Сан-Марко.
  - 11 квітня утворився перший угорський національний уряд на чолі з Лайошем Баттяні.
  - Декретом найяснішого цісаря з 15 травня в Австрії ліквідовано панщину.
  - 18 травня почали роботу Франкфуртські національні збори.
  - 17 червня австрійські війська обстріляли Прагу й придушили бунт робітників.
  - У червні спалахнула революція у Волощині. Створено тимчасовий уряд, на чолі якого став Іон Еліаде-Редулеску.
  - 22 червня французький уряд ліквідував національні роботи й запропонував робітникам або йти в армію, або повернутися в село, що викликало масовий бунт.
  - 11 вересня хорватська армія Йосипа Єлачича переправилася через Драву й увійшла в Угорщину з метою придушення революції.
  - 2 жовтня влада в Угорщині перейшла до комітету порятунку батьківщини на чолі з Лайошом Кошутом.
  - 30 жовтня австрійські імперські війська разом із хорватськими силами перемогли угорців у битві біля Швехата.
  - 31 жовтня імперські війська Альфреда I цу Віндіш-Грец окупували Відень і придушили там революцію.
  - 4 листопада Франція ратифікувала нову конституцію, встановивши Другу республіку і закічивши правління тимчасового уряду.
  - 24 листопада папа Пій IX утік з Рима в Неаполь.
  - 2 грудня найясніший цісар Фердинанд I зрікся на користь свого племінника Франца-Йосифа.
  - 10 грудня Луї-Наполеона Бонапарта обрано президентом Франції.
- 24 січня почалася Каліфорнійська золота лихоманка.
- 2 лютого підписано договір Гвадалупе-Ідальго між Мексикою та США, за яким Мексика поступалась значними територіями.
- 24 березня почалася Перша Шлезвізька війна.
- 18 квітня почалася Друга англо-сикхська війна.
- 29 травня Вісконсин увійшов до США 30-м штатом.
- 12 вересня ухвалено Федеральну конституцію Швейцарії і таким чином створено Швейцарську конфедерацію.
- 7 листопада на президентських виборах у США переміг Закарі Тейлор.

### У суспільстві
- Уперше видано «Маніфест комуністичної партії».
- Джон Стюарт Мілль опублікував «Принципи політичної економії».
- Засновано Comptoir national d'escompte de Paris, попередник BNP Paribas.
- Засновано Бостонську публічну бібліотеку.
- Слов'янський конгрес зібрав у Празі прихильників панславізму.
- Конференція в Сенека-Фоллс стала першим у США форумом, присвяченим правам жінок.
- Засновано Університет Вісконсину у Медісоні.
- Засновано Оттавський університет.
- Започатковано бренд годинників Omega.

### У науці
- Лорд Кельвін запровадив поняття абсолютного нуля.
- Вільям Ласселл відкрив супутник Сатурна Гіперіон.
- Едуард Рош розрахував межу Роша.

### У мистецтві
- Енн Бронте надрукувала роман «Незнайомка з Вілдфел-Голу».
- Чарлз Дікенс завершив періодизацію роману «Домбі й син».
- Александер Дюма-син написав роман «Дама з камеліями».
- Ріхард Вагнер закінчив партитуру опери «Лоенгрін».
- Йоганн Штраусс-батько написав «Марш Радецького».

## Народились
Дивись також Категорія:Народились 1848
- 6 січня — Христо Ботев, герой болгарського руху опору турецьким завойовникам, поет
- 7 червня — Поль Гоген, французький художник
- 15 липня — Вільфредо Парето, італійський економіст, який також відомий своїми роботами в області філософії і соціології

## Померли
Дивись також Категорія:Померли 1848
- 9 січня — Кароліна Гершель, німецько-англійський астроном, сестра і помічниця Вільяма Гершеля
- 14 серпня — Сара Фулер Флауер Адамс, англійська поетеса (нар. 1805)
- 18 грудня — Бернард Больцано, чеський математик і філософ.

- Абламович Іґнацій — польський педагог.
- Катерина Шевченко, старша сестра і нянька Тараса Шевченка. З нею Тарас ходив до Мотронинського монастиря, бував у Чигирині.
- Антон Красицький, селянин-кріпак із села Зеленої Діброви, чоловік Катерини, старшої сестри Тараса Шевченка.